# Gordon Durie
Gordon Durie (Paisley, 6 december 1965) is een voormalig voetballer, afkomstig uit Schotland. Hij heeft de bijnaam "Jukebox" vanwege het televisieprogramma Jukebox Jury. Meestal speelde hij als spits, alhoewel hij ook op andere aanvallende posities in te zetten was. Gordon Durie begon zijn voetbalcarrière bij de kleine Schotse club East Fife FC. Hij beëindigde hem bij Heart of Midlothian, maar hij is het meest bekend dankzij zijn periode bij de Glasgow Rangers. In 2001 stopte Durie met voetballen.

## Clubcarrière

### East Fife
Zijn eerste contract in het professionele voetbal kreeg Gordon Durie voor het seizoen 1981/1982 aangeboden. Het was East Fife FC dat hem in het team opnam. Destijds speelde de club in de Scottish League Division Two, het derde niveau qua voetbal toentertijd in Schotland. Gedurende de eerste twee seizoenen die hij bij East Fife speelde, eindigde de club in de middenmoot van de competitie. In het derde seizoen eindigde East Fife achter Forfar Athletic tweede in de competitie. Daardoor werd promotie afgedwongen naar de Scottish League Division One. Hij zou echter maar een paar maanden met East Fife op het tweede niveau van Schotland spelen. In november werd hij namelijk gecontracteerd door een club die op het hoogste Schotse niveau uitkwam. Voor East Fife speelde Durie 81 competitiewedstrijden. Daarin wist hij 26 keer te scoren.

### Hibernian
Op 19 november 1984 vertrok Durie van East Fife naar Hibernian uit de Schotse hoofdstad Edinburgh. Hierdoor kwam hij voor het eerst te spelen in de Scottish Premier Division. Bij Hibernian kwam hij onder meer samen te spelen met clublegendes Ally Brazil, Gordon Rae en Gordon Hunter. Hij beleefde echter bij met het team qua clubprestaties drie grauwe jaren. De club eindigde steeds maar een paar plaatsen boven de degradatiestreep. Wel haalde hij in 1986 de finale van de Scottish League Cup. Die werd echter verloren met 3-0 van Aberdeen FC. Toch verdiende hij in 1986 een transfer naar een Engelse club. Voor Hibernian scoorde Durie in totaal veertien doelpunten. Daar had hij 47 wedstrijden voor nodig.

### Chelsea
Voor 400.000 pond werd Gordon Durie van Hibernian overgenomen door Chelsea FC. Bij de club uit Londen kwam hij onder meer samen te spelen met Kenneth Monkou, Graham Roberts en landgenoot Pat Nevin. Het eerste seizoen wist Durie, ondanks teleurstellende prestaties van Chelsea, zich nog te handhaven met de club. In het seizoen 1987/1988 eindigde Chelsea echter als achttiende, waardoor ze degradeerden. Chelsea wist in 1989 direct weer te promoveren. Ze wonnen de Second Division met een voorsprong van zeventien punten op de nummer twee: Manchester City. Na de terugkomst van Chelsea op het hoogste niveau ging het veel beter met de club. Durie scoorde veel en in zijn laatste twee seizoenen bij Chelsea eindigde de club respectievelijk vijfde en elfde. Vanwege de goede prestaties van Durie werd hij in 1991 overgenomen door een andere club uit Londen. Voor Chelsea speelde hij 123 wedstrijden. Daarin wist hij 51 keer het net te vinden.

### Tottenham Hotspur
In 1991 was het Tottenham Hotspur dat Gordon Durie voor 2.200.000 pond overnam van Chelsea. Met Tottenham wist hij in dat eerste seizoen bij de club, 1991/1992, echter niet boven zijn oude werkgever te eindigen. Chelsea werd namelijk veertiende in de competitie, terwijl de Spurs één plaats lager eindigden. Wel won hij met de Charity Shield, alhoewel deze gedeeld moest worden met Arsenal FC. Alhoewel Tottenham het tweede seizoen met Durie onder contract aanzienlijk hoger eindigde, namelijk als achtste, hield hij het er niet lang vol. 1992/1993 werd zijn laatste seizoen in Londen. Daarna werd hij verkocht aan een Schotse topclub. Voor Tottenham Hotspur speelde Durie 58 wedstrijden. Daarin lukte het hem elf keer een aanval doeltreffend af te sluiten.

### Rangers
Nadat de Glasgow Rangers Durie voor 1.200.000 pond overnamen van Tottenham Hotspur, brak zijn meest succesvolle periode in clubverband aan. In het eerste seizoen bij de club, 1993/1994, werd hij kampioen van Schotland. Dit wist hij hierna nog vijf keer te herhalen met de Glasgow Rangers. Daarna werd de Schotse beker drie keer gewonnen, evenals de Scottish League Cup. Een memorabele wedstrijd speelde hij voor de Rangers in de bekerfinale van het seizoen 1995/1996. Die wedstrijd werd gespeeld tegen Heart of Midlothian. Het lukte Durie een hattrick te scoren, waardoor Glasgow Rangers de beker worden, door Hearts met 5-1 te verslaan. De beste prestatie die hij met Glasgow Rangers in Europa beleefde, was het behalen van de achtste finale van de UEFA Cup in 1999, waarin ze werden uitgeschakeld door AC Parma.

Aan het einde van het seizoen 1999/2000 verliet Durie Glasgow Rangers om zijn carrière bij een kleinere club af te sluiten. Voor de Rangers speelde hij een totaal van 125 competitiewedstrijden. Daarin trof hij 44 maal doel.

### Heart of Midlothian en einde carrière
In 2000 tekende Durie een contract bij Heart of Midlothian, de club die hij bijna persoonlijk had afgestraft in de bekerfinale van 1995/1996. Eén seizoen zou hij deel uitmaken van de selectie van de club. In 2001 besloot hij namelijk zijn carrière af te sluiten. Voor Hearts scoorde hij in zestien wedstrijden drie keer. 

Tegenwoordig speelt zijn zoon, Scott, in de jeugdopleiding van de Glasgow Rangers.

## Interlandcarrière
Durie maakte zijn debuut voor het nationale team van Schotland op 11 november 1987 tegen Bulgarije. Deze wedstrijd werd met 1-0 gewonnen door de Schotten. Zijn eerste doelpunt voor Schotland maakte hij tegen Joegoslavië. In totaal zou hij zeven keer scoren voor zijn vaderland, waarvan het laatste doelpunt tegen Frankrijk was. Met Schotland maakte hij EK 1992 en EK 1996 mee en de WK's van 1990 en 1998. Na dit laatstgenoemde eindtoernooi sloot hij zijn carrière als international af. Hij heeft 43 interlands achter zijn naam staan.

## Erelijst
- Promotie naar Scottish League Division One: 1984 (East Fife)
- Vice-kampioen Scottish League Cup: 1985 (Hibernian)
- Second Division: 1989 (Chelsea)
- Community Shield: 1991 (Tottenham Hotspur)
- Schotse Premier League: 1994, 1995, 1996, 1997, 1999, 2000 (Glasgow Rangers)
- Schotse League Cup: 1994, 1997, 1999 (Glasgow Rangers)
- Ibrox International Challenge Trophy: 1995 (Glasgow Rangers)
- Schotse Beker: 1996, 1999, 2000 (Glasgow Rangers)
- Vice-kampioen Schotse Premier League: 1998 (Glasgow Rangers)